# Farol do Barril
Der Farol de Ponta do Barril (en.: Ponta do Barril Lighthouse) ist ein Leuchtturm auf der Ponta do Barril, im Westen der Insel São Nicolau im atlantischen Inselstaat Kap Verde und im Concelho Tarrafal de São Nicolau.
Der Leuchtturm wird von der Direcção Geral de Marinha e Portos (DGMP) betrieben.

## Geschichte
Die Ponta do Barril ist die westlichste Spitze der Insel São Nicolau, etwa 8 km nordwestlich von Tarrafal de São Nicolau.
Der Leuchtturm wurde 1891 errichtet, in einer Zeit, in welcher der Hafen von Mindelo auf der Insel São Vicente stark frequentiert wurde. In dieser Zeit gab es für Schiffe, die nach Ostafrika und nach Australasien reisten, noch nicht die Abkürzung durch den Suezkanal in Ägypten. Heute dient der Leuchtturm vor allem lokalen Schiffen und dem Gütertransport vor der westafrikanischen Küste.

## Architektur
Der Leuchtturm ist ein pyramidenförmiger Turm mit einer kleinen Laterne. Er ist neun Meter hoch. Das Leuchtturmwärterhäuschen wurde daneben errichtet. Die Feuerhöhe liegt bei 12 m. Das Signal sind drei weiße Blitze alle 12 Sekunden. Seine Reichweite beträgt ca. 17 nmi (ca. 31 km).
Identifikationen: Amateur Radio Lighthouse Society (ARLHS): CAP-001; PT-2058 - United Kingdom Hydrographic Office (Admiralty): D2934 - National Geospatial-Intelligence Agency (NGA): 113-24132.